# Rafael Frühbeck de Burgos
Rafael Frühbeck de Burgos (Burgos, 15 settembre 1933 – Pamplona, 11 giugno 2014) è stato un direttore d'orchestra e compositore spagnolo di origine tedesca.

## Biografia
Frühbeck nacque in Spagna da una famiglia di origine tedesca ed iniziò a studiare violino, pianoforte, e composizione al conservatorio di Bilbao proseguendo poi gli studi a quello di Madrid. Si laureò summa cum laude in direzione d'orchestra alla Hochschule für Musik und Theater München vincendo il Premio Richard Strauss.
Fu quindi direttore principale dell'Orquesta Sinfónica de Bilbao dal 1958 al 1962, dell'Orquesta Nacional de España dal 1962 al 1978 e dal 1991 al 1996 della Wiener Symphoniker, oltre che direttore principale ospite di numerose orchestre in Europa, Stati Uniti e Giappone. 
A Bilbao nel 1960 dirige Nabucco con Cornell MacNeil e Bonaldo Giaiotti e nel 1961 Lucia di Lammermoor con Anselmo Colzani e Giuseppe Modesti e La bohème con Mirella Freni, Flaviano Labò e Giaiotti.
Dal 1966 al 1971 è stato il direttore generale musicale dell'Orchestra di Düsseldorf e dal 1975 al 1976 dell'Orchestre symphonique de Montréal.
Fece il suo debutto negli Stati Uniti con la Philadelphia Orchestra nel 1969. 
Nel 1977 dirige la prima assoluta di Fleuves di Gilles Tremblay a Montréal ed Atlántida di Manuel de Falla a Madrid.
Dal 1980 al 1983 fu direttore principale della Yomiuri Nippon Symphony Orchestra di Tokyo. 
Nel 1986 dirige la prima assoluta di Goya di Gian Carlo Menotti con Victoria Vergara e Plácido Domingo al Washington National Opera.
Frühbeck iniziò quindi l'attività di direttore musicale della Deutsche Oper Berlin dal 1992 al 1997 e dal 1994 al 2000 della Rundfunk-Sinfonieorchester Berlin. 
Frühbeck, nel corso della sua lunga carriera, ha eseguito numerose registrazioni con molte famose etichette discografiche. 
Molto note le sue registrazioni dell'oratorio Elia di Felix Mendelssohn, del Requiem di Mozart, dei Carmina Burana di Carl Orff, della Carmen di Georges Bizet e dell'opera omnia di Manuel de Falla.
Il maestro fu direttore della Orchestra Sinfonica della RAI di Torino dal 2001 al 2007, dal 2004 al 2011 direttore musicale della Filarmonica di Dresda e dal 2012 al 2014 conduttore principale della DR SymfoniOrkestret della DR (azienda radiotelevisiva) di Copenaghen. 
Nel 2005 dirige il Te Deum (Verdi) e la Sinfonia n. 9 (Beethoven) per la riapertura dell'Auditorium Rai di Torino e la prima assoluta del Te Deum di Siegfried Matthus per l'inaugurazione della Frauenkirche (Dresda) e nel 2007 al Kulturpalast (Dresda).
Frühbeck de Burgos orchestrò la  Suite española Op. 47 di Isaac Albéniz registrandola poi con la New Philharmonia Orchestra.
È scomparso nel 2014 all'età di 80 anni a seguito di un tumore. 
Si era ritirato dalle scene una settimana prima del decesso.

## Discografia
- Bizet: Carmen - Mirella Freni/Grace Bumbry/Jon Vickers/Rafael Frühbeck de Burgos, 1970 EMI Warner
- Mendelssohn: Elijah - Dame Gwyneth Jones/Dame Janet Baker/New Philharmonia Orchestra & Chorus/Nicolai Gedda/Rafael Frühbeck de Burgos/Simon Woolf/Wandsworth School Boys' Choir, 1968 EMI Warner
- Mendelssohn: Paulus op. 36 - Chor des Städt. Musikvereins zu Düsseldorf/Düsseldorfer Symphoniker/Hanna Schwarz/Helen Donath/Rafael Frühbeck de Burgos/Werner Hollweg, 1987 EMI
- Mozart: Requiem - Rafael Frühbeck de Burgos/Edith Mathis/George Shirley, EMI
- Concertos From Spain - Alicia de Larrocha/London Philharmonic Orchestra/Royal Philharmonic Orchestra/Rafael Frühbeck de Burgos, 2013 Decca
- De Los Angeles: On Wings of Songs & Zarzuela Arias - Rafael Frühbeck de Burgos/Victoria de los Ángeles, 1965/1968 EMI Warner
- The Maiden and The Nightingale - Songs of Spain - Rafael Frühbeck de Burgos/Orchestre de la Société des Concerts du Conservatoire/Victoria De Los Angeles. 2004 EMI Warner

## DVD
- Wagner: Die Meistersinger von Nurnberg (Deutsche Oper, Berlin, 1995) - Gösta Winbergh, Arthaus Musik/Naxos